# Diagrama

Um diagrama de controle de qualidade dos artigos da wikipédia

Um diagrama é uma representação visual simplificadamente estruturada de um determinado conceito ou ideia; um esquema que pode ser utilizado para contribuir para fixar um conceito ou ideia de forma mais concisa, prática e exata.
Relaciona-se frequentemente à ciência e à arte, conforme mostrado na série de documentários A Beleza dos Diagramas (The Beauty of Diagrams) produzida pela BBC em 2010.
Os diagramas podem ser considerados uma das formas mais complexas de infografia que existem e também as que requerem maiores habilidades artísticas.
Os diagramas podem ser classificados em: ilustrativos, estatísticos, relacionais, organizacionais e temporais.
Os diagramas necessitam de legendas e textos para complementação da informação gráfica e servem para mostrar como algo aconteceu, como algo é por dentro ou como funciona determinado mecanismo. 

## Listagem
Existem diversos tipos de diagramas, conforme a listagem abaixo. 

### Autorais
- D. de Argand
- D. de De Finetti
- D. de Dynkin
- D. de Euler
- D. de Feynman
- D. de Finkelstein
- D. de Gantt
- D. de Hasse
- D. de Hertzsprung-Russell
- D. de Hommel
- D. de Ishikawa
- D. de Jablonski
- D. de Lexis
- D. de Linus Pauling
- D. de Moody
- D. de Nolan
- D. de Pareto
- D. de Penrose
- D. de Pourbaix
- D. de Stommel
- D. de Van Krevelen
- D. de Venn
- D. de Voronoy
- D. de Williot
- D. de Youden
- D. de Young

### Tipologia
- D. QAPF
- D. TAS
- D. comutativo
- D. cor-cor
- D. de árvore
- D. de atividade
- D. de bloco
- D. de caixa
- D. de caso de uso
- D. de circuito
- D. de classes
- D. de colaboração
- D. de componentes
- D. de contexto
- D. de estrutura composta
- D. de fase
- D. de fluxo
- D. de fluxo de dados
- D. de fluxo de processo
- D. de força cortante e momento fletor
- D. de instalação
- D. de interatividade
- D. de objetos
- D. de pacotes
- D. de rede
- D. de sequência
- D. de tempo
- D. de transição de estados
- D. de tubulação e instrumentação
- D. esquemáticos
- D. ofitas
- D. positivo
- D. Mapa mental